# Rinorea endotricha
Rinorea endotricha és una espècie de planta amb flor que pertany a la família de les violàcies. Es troba a Guyana i a Veneçuela. Encara que la seva distribució és àmplia, aquesta espècie es limita a la part baixa de la conca de l'Orinoco i àrees adjacents a la Guyana. L'hàbitat a on creix aquest petit arbre és en els sotaboscos de bosc primari., i les seves flors tenen un color blanc pur.